# Liste der Monuments historiques in Bussy (Oise)
Die Liste der Monuments historiques in Bussy (Oise) führt die Monuments historiques in der französischen Gemeinde Bussy auf.

## Liste der Objekte
| Bezeichnung        | Beschreibung                                   | Standort                 | Kennzeichnung | Schutzstatus | Datum | Bild |
| ------------------ | ---------------------------------------------- | ------------------------ | ------------- | ------------ | ----- | ---- |
| Lesepult mit Adler | Eichenholz, zweite Hälfte des 18. Jahrhunderts | in der Kirche St-Laurent | PM60000432    | Classé       | 1913  |      |